# Premio Aga Khan de Arquitectura
El Premio Aga Khan de Arquitectura (AKAA, del inglés Aga Khan Award for Architecture) es un prestigioso premio internacional de arquitectura que se otorga a los principales proyectos arquitectónicos, urbanísticos o paisajísticos del mundo musulmán, o relacionados con este. Fue establecido en 1977 por Aga Khan IV y es financiado por la Fondo Aga Khan para la Cultura (AKTC), una de las agencias de la Aga Khan Development Network.
En marzo de 2024, se habían celebrado XV ediciones del premio, entregadas todas en ceremonias en países diferentes, siendo 128 los galardonados, correspondiendo a 39 países:
- 14: Turquía
- 8: Arabia Saudita, Bangladés, Indonesia
- 7: Egipto, Irán, Túnez
- 6: India, Malasia
- 5: Marruecos
- 4: Líbano, Pakistán, Senegal, Yemén
- 3: Israel, Jordania
- 2: Bosnia y Herzegovina, Burkina Faso, China, Malí, Palestina
- 1: Austria, Bahamas, Catar, Chipre, Dinamarca, Emiratos Árabes Unidos, España, Etiopía, Guinea, Francia, Kuwait, Mauritania, Níger, Rusia, Singapur, Siria, Sudán, Uzbekistán

Han sido premiados arquitectos distinguidos como Frei Otto (1980 y 1998), Jean Nouvel (1980 y 1989), Louis Kahn (1989), Paul Andreu (1995), Charles Correa (1998), César Pelli (2004), Foster and Partners (2007) y Zaha Hadid Architects (2016).

## Proceso de adjudicación
El premio Aga Khan se ejecuta en ciclos de tres años y está gobernado por un comité directivo presidido por el Aga Khan. Cada ciclo se constituye un nuevo comité para establecer los criterios de elegibilidad de los proyectos, proporcionar una dirección temática con referencia a las preocupaciones actuales y desarrollar planes para el futuro a largo plazo del premio. El comité también es responsable de seminarios y visitas de campo, la ceremonia de premiación, publicaciones y exposiciones. Al comienzo de cada ciclo, el comité directivo se convoca para seleccionar un jurado principal que sea diverso en sus perspectivas y que en ciclos anteriores haya incluido sociólogos, filósofos, artistas y arquitectos.
En cada ciclo, se reciben presentaciones de una red mundial de aproximadamente 500 nominadores, mujeres y hombres que viven en sociedades musulmanas y cuyas identidades se mantienen en el anonimato durante todo el proceso de adjudicación. También se aceptan nominaciones independientes de conformidad con las directrices y procedimientos publicados en las bases del premio. Por lo general, se reciben varios cientos de presentaciones en cada ciclo, y el jurado principal reduce el campo a una lista contenida.
Los revisores profesionales y técnicos visitan los proyectos preseleccionados para comprender el impacto viviente de cada uno en las personas y el área circundante. Preparan documentación exhaustiva, proporcionando un análisis basado en hechos para la consideración del jurado principal.
Desde su creación, muchas figuras notables han formado parte de los comités directivos y jurados principales del premio, incluidos Homi K. Bhabha, Frank Gehry, Zaha Hadid, Glenn Lowry, Fumihiko Maki, Jacques Herzog, Ricardo Legorreta y Farshid Moussavi. El premio se administra desde Ginebra como parte del Aga Khan Trust for Culture, y Farrokh Derakhshani se ha desempeñado como Director del Premio desde 1982.

## Premio
El Premio Aga Khan de Arquitectura se presenta en ciclos de tres años y tiene un premio monetario de una cuantía de 1 millón de dólares, el cual es compartido por múltiples proyectos ganadores. Reconoce proyectos, equipos y partes interesadas, además de edificios y personas.

## Promoción
La Fundación Aga Khan financió la serie de televisión Architects on the Frontline, que trataba sobre las entradas al concurso. El organismo de control de los medios, Ofcom, criticó a BBC World News por romper las reglas de transmisión del Reino Unido con la serie, que elogió la competencia; los espectadores no fueron informados de que se trataba de contenido patrocinado.

## Ediciones
Cada edición consta de un ciclo trienal, en los dos primeros se presentan las candidaturas y en el último se hace la evaluación y se realiza la ceremonia de entrega de premios en algún sitio destacado y significativo.
| Edición | Fecha                    | Ciclo     | Sede de la entrega de premios                 | Ciudad (país)                            |
| ------- | ------------------------ | --------- | --------------------------------------------- | ---------------------------------------- |
| I       |                          | 1978-1980 | Jardines de Shalimar                          | Lahore ( Pakistán)                       |
| II      |                          | 1981-1983 | Palacio de Topkapı                            | Estambul ( Turquía)                      |
| III     |                          | 1984-1986 | Palacio El Badi                               | Marrakech ( Marruecos)                   |
| IV      |                          | 1987-1989 | Ciudadela de Saladino                         | El Cairo ( Egipto)                       |
| V       |                          | 1990-1992 | Plaza del Registán                            | Samarcanda ( Uzbekistán)                 |
| VI      |                          | 1993-1995 | Palacio Real                                  | Surakarta ( Indonesia)                   |
| VII     |                          | 1996-1998 | Alhambra                                      | Granada ( España)                        |
| VIII    |                          | 1999-2001 | Ciudadela de Alepo                            | Alepo ( Siria)                           |
| IX      |                          | 2002-2004 | Tumba de Humayun                              | Nueva Delhi ( India)                     |
| X       |                          | 2005-2007 | Torres Petronas                               | Kuala Lumpur ( Malasia)                  |
| XI      |                          | 2008-2010 | Museo de Arte Islámico de Doha                | Doha ( Catar)                            |
| XII     | Septiembre de 2013       | 2011-2013 | Castillo de San Jorge de Lisboa               | Lisboa ( Portugal)                       |
| XIII    | 6 de noviembre de 2016   | 2014-2016 | Fuerte de Al Jahili                           | Al-Ain ( EAU)                            |
| XIV     | 13 de septiembre de 2019 | 2017-2019 | Teatro Académico de Ópera y Ballet Musa Cälil | Kazán, República de Tartaristán ( Rusia) |
| XV      | 31 de octubre de 2022    | 2020-2022 | Ópera Real de Mascate                         | Mascate ( Omán)                          |

## Proyectos premiados
| _      |           |                                                                          |                                                                                          |                      |                                                                           |                                                                        |
| ------ | --------- | ------------------------------------------------------------------------ | ---------------------------------------------------------------------------------------- | -------------------- | ------------------------------------------------------------------------- | ---------------------------------------------------------------------- |
| Imagen | Edición   | Proyecto premiado                                                        | Ciudad                                                                                   | País                 | Arquitecto                                                                | Edición                                                                |
| —      | 1978-1980 | Programa de Saneamiento Kampung                                          | Yakarta                                                                                  | Indonesia            |                                                                           | I Jardines de Shalimar Lahore ( Pakistán)                              |
| —      | 1978-1980 | Recinto escolar de Pabelan (Pondok Pesantren Pabelan)                    | Kartasura, Central Java                                                                  | Indonesia            |                                                                           | I Jardines de Shalimar Lahore ( Pakistán)                              |
| —      | 1978-1980 | Casa Ertegün                                                             | Bodrum                                                                                   | Turquía              |                                                                           | I Jardines de Shalimar Lahore ( Pakistán)                              |
| —      | 1978-1980 | Biblioteca y centro de conferencias de la Sociedad Histórica Turca       | Ankara                                                                                   | Turquía              |                                                                           | I Jardines de Shalimar Lahore ( Pakistán)                              |
|        | 1978-1980 | Mughal Sheraton Hotel                                                    | Agra                                                                                     | India                |                                                                           | I Jardines de Shalimar Lahore ( Pakistán)                              |
|        | 1978-1980 | Restauración urbana                                                      | Sidi Bou Said                                                                            | Túnez                |                                                                           | I Jardines de Shalimar Lahore ( Pakistán)                              |
| —      | 1978-1980 | Restauración del Caravasar Rüstem Paşa                                   | Edirne                                                                                   | Turquía              |                                                                           | I Jardines de Shalimar Lahore ( Pakistán)                              |
|        | 1978-1980 | Museo Nacional de Catar                                                  | Doha                                                                                     | Catar                | Jean Nouvel                                                               | I Jardines de Shalimar Lahore ( Pakistán)                              |
|        | 1978-1980 | Restauración de los palacetes Ali Qapu, Chehel Sutun y Hasht Behesht     | Isfahán                                                                                  | Irán                 |                                                                           | I Jardines de Shalimar Lahore ( Pakistán)                              |
| —      | 1978-1980 | Casa Halawa                                                              | Agami                                                                                    | Egipto               | Abdel-Wahed El-Wakil                                                      | I Jardines de Shalimar Lahore ( Pakistán)                              |
| —      | 1978-1980 | Centro Médico                                                            | Mopti                                                                                    | Mali                 |                                                                           | I Jardines de Shalimar Lahore ( Pakistán)                              |
| —      | 1978-1980 | Courtyard Houses (casas con Patio)                                       | Agadir                                                                                   | Marruecos            |                                                                           | I Jardines de Shalimar Lahore ( Pakistán)                              |
|        | 1978-1980 | Torres de agua de Kuwait                                                 | Kuwait                                                                                   | Kuwait               | Malene Bjørn                                                              | I Jardines de Shalimar Lahore ( Pakistán)                              |
| —      | 1978-1980 | Hotel Intercontinental y Centro de Congresos                             | La Meca                                                                                  | Arabia Saudita       | Rolf Gutbrod y Frei Otto                                                  | I Jardines de Shalimar Lahore ( Pakistán)                              |
| —      | 1978-1980 | Centro de Entrenamiento Agrícola                                         | Nianing                                                                                  | Senegal              |                                                                           | I Jardines de Shalimar Lahore ( Pakistán)                              |
|        | 1981-1983 | Gran Mezquita de Niono                                                   | Niono                                                                                    | Mali                 | bariton de Djenné, dirigido por Lassina Minta                             | II Palacio de Topkapı Estambul ( Turquía)                              |
|        | 1981-1983 | Mezquita Blanca de Šerefudin                                             | Visoko                                                                                   | Bosnia y Herzegovina | Zlatko Ugljen                                                             | II Palacio de Topkapı Estambul ( Turquía)                              |
| —      | 1981-1983 | Centro de las Artes Ramses Wissa Wassef                                  | Guiza                                                                                    | Egipto               |                                                                           | II Palacio de Topkapı Estambul ( Turquía)                              |
|        | 1981-1983 | Residencia Nail Çakirhan                                                 | Akyaka                                                                                   | Turquía              |                                                                           | II Palacio de Topkapı Estambul ( Turquía)                              |
| —      | 1981-1983 | Reconstrucción del barrio Hafsia I                                       | Túnez                                                                                    | Túnez                |                                                                           | II Palacio de Topkapı Estambul ( Turquía)                              |
| —      | 1981-1983 | Tanjong Jara Beach Hotel y Centro de Turismo de Rantau Abang             | Kuala Terengganu                                                                         | Malasia              |                                                                           | II Palacio de Topkapı Estambul ( Turquía)                              |
| —      | 1981-1983 | Residencia Andalous                                                      | Susa                                                                                     | Túnez                |                                                                           | II Palacio de Topkapı Estambul ( Turquía)                              |
|        | 1981-1983 | Terminal Hajj del Aeropuerto Internacional Rey Abdulaziz                 | Yida                                                                                     | Arabia Saudita       | Fazlur Khan                                                               | II Palacio de Topkapı Estambul ( Turquía)                              |
|        | 1981-1983 | Mausoleo del Sha Rukn-i-Alam                                             | Multan                                                                                   | Pakistán             |                                                                           | II Palacio de Topkapı Estambul ( Turquía)                              |
| —      | 1981-1983 | Restauración del barrio Darb Qirmiz                                      | El Cairo                                                                                 | Egipto               |                                                                           | II Palacio de Topkapı Estambul ( Turquía)                              |
|        | 1981-1983 | Palacio de Azm                                                           | Damasco                                                                                  | Jordania             |                                                                           | II Palacio de Topkapı Estambul ( Turquía)                              |
| —      | 1984-1986 | Complejo de la Seguridad Social                                          | Estambul                                                                                 | Turquía              |                                                                           | III Palacio El Badi Marrakech ( Marruecos)                             |
| —      | 1984-1986 | Urbanización Dar Lamane                                                  | Casablanca                                                                               | Marruecos            |                                                                           | III Palacio El Badi Marrakech ( Marruecos)                             |
|        | 1984-1986 | Restauración del Puente Viejo                                            | Mostar                                                                                   | Bosnia y Herzegovina |                                                                           | III Palacio El Badi Marrakech ( Marruecos)                             |
|        | 1984-1986 | Restauración de la Mezquita de Al-Aqsa                                   | Jerusalén                                                                                | Israel               |                                                                           | III Palacio El Badi Marrakech ( Marruecos)                             |
| —      | 1984-1986 | Mezquita de Yaama                                                        | Yaama                                                                                    | Níger                |                                                                           | III Palacio El Badi Marrakech ( Marruecos)                             |
|        | 1984-1986 | Mezquita de Bhong                                                        | Bhong                                                                                    | Pakistán             |                                                                           | III Palacio El Badi Marrakech ( Marruecos)                             |
| —      | 1984-1986 | Edificación de Shushtar Nuevo                                            | Shushtar                                                                                 | Irán                 |                                                                           | III Palacio El Badi Marrakech ( Marruecos)                             |
| —      | 1984-1986 | Saneamiento del Kampung Kebalen (asentamiento de Kebalen)                | Surabaya                                                                                 | Indonesia            |                                                                           | III Palacio El Badi Marrakech ( Marruecos)                             |
| —      | 1984-1986 | Proyecto social urbano                                                   | Ismailia                                                                                 | Egipto               |                                                                           | III Palacio El Badi Marrakech ( Marruecos)                             |
| —      | 1984-1986 | Mezquita Saïd Naum                                                       | Yakarta                                                                                  | Indonesia            |                                                                           | III Palacio El Badi Marrakech ( Marruecos)                             |
| —      | 1984-1986 | Restauración de los sitios históricos                                    | Estambul                                                                                 | Turquía              |                                                                           | III Palacio El Badi Marrakech ( Marruecos)                             |
| —      | 1987-1989 | Restauración de la Gran Mezquita Omarí                                   | Sidón                                                                                    | Líbano               |                                                                           | IV · Ciudadela de Saladino · El Cairo · ( Egipto)                      |
|        | 1987-1989 | Rehabilitación urbana de Arcila                                          | Arcila                                                                                   | Marruecos            |                                                                           | IV · Ciudadela de Saladino · El Cairo · ( Egipto)                      |
| —      | 1987-1989 | Programa habitacional del Banco Grameen                                  | Varias localizaciones                                                                    | Bangladés            |                                                                           | IV · Ciudadela de Saladino · El Cairo · ( Egipto)                      |
| —      | 1987-1989 | Desarrollo urbano de Citra Niaga                                         | Samarinda (East Kalimantan)                                                              | Indonesia            |                                                                           | IV · Ciudadela de Saladino · El Cairo · ( Egipto)                      |
| —      | 1987-1989 | Residencia veraniega de la familia Gürel                                 | Çanakkale                                                                                | Turquía              |                                                                           | IV · Ciudadela de Saladino · El Cairo · ( Egipto)                      |
| —      | 1987-1989 | Edificación del distrito de Hayy Assafarat y la plaza al-Kindi           | Riad                                                                                     | Arabia Saudita       |                                                                           | IV · Ciudadela de Saladino · El Cairo · ( Egipto)                      |
| —      | 1987-1989 | Escuela primaria Sidi el-Aloui                                           | Túnez                                                                                    | Túnez                |                                                                           | IV · Ciudadela de Saladino · El Cairo · ( Egipto)                      |
| —      | 1987-1989 | Mezquita Corniche                                                        | Yida                                                                                     | Arabia Saudita       | Abdel-Wahed El-Wakil                                                      | IV · Ciudadela de Saladino · El Cairo · ( Egipto)                      |
| —      | 1987-1989 | Ministerio de Asuntos Exteriores                                         | Riad                                                                                     | Arabia Saudita       |                                                                           | IV · Ciudadela de Saladino · El Cairo · ( Egipto)                      |
|        | 1987-1989 | Jatiyo Sangsad Bhaban (Asamblea Nacional de Bangladés]])                 | Dacca                                                                                    | Bangladés            | Louis Kahn                                                                | IV · Ciudadela de Saladino · El Cairo · ( Egipto)                      |
|        | 1987-1989 | Instituto del Mundo Árabe                                                | París                                                                                    | Francia              | Jean Nouvel y Architecture-Studio                                         | IV · Ciudadela de Saladino · El Cairo · ( Egipto)                      |
|        | 1990-1992 | Programa de conservación urbana de Kairuán                               | Kairuán                                                                                  | Túnez                |                                                                           | V Plaza del Registán Samarcanda ( Uzbekistán)                          |
| —      | 1990-1992 | Restauración de los jardines palaciegos                                  | Estambul                                                                                 | Turquía              |                                                                           | V Plaza del Registán Samarcanda ( Uzbekistán)                          |
| —      | 1990-1992 | Parque cultural infantil del barrio de Sayyida Zeinab                    | El Cairo                                                                                 | Egipto               | Abdelhalim Ibrahim Abdelhalim                                             | V Plaza del Registán Samarcanda ( Uzbekistán)                          |
| —      | 1990-1992 | Programa de Mejora de Edificación del barrio de Wahdat Oriental          | Amán                                                                                     | Jordania             |                                                                           | V Plaza del Registán Samarcanda ( Uzbekistán)                          |
| —      | 1990-1992 | Saneamiento del Kampung Kali Cho-de (asentamiento Kali Cho-de)           | Yogyakarta                                                                               | Indonesia            |                                                                           | V Plaza del Registán Samarcanda ( Uzbekistán)                          |
| —      | 1990-1992 | Sistema de edificación con piedras                                       | Provincia de Daraa                                                                       | Siria                |                                                                           | V Plaza del Registán Samarcanda ( Uzbekistán)                          |
| —      | 1990-1992 | Villa Vacacional Demir                                                   | Bodrum                                                                                   | Turquía              |                                                                           | V Plaza del Registán Samarcanda ( Uzbekistán)                          |
| —      | 1990-1992 | Instituto Panafricano de Desarrollo                                      | Uagadugú                                                                                 | Burkina Faso         | Développement d'une Architecture et d'un Urbanisme Africains (A.D.A.U.A.) | V Plaza del Registán Samarcanda ( Uzbekistán)                          |
|        | 1990-1992 | Instituto de Desarrollo Empresarial                                      | Ahmedabad                                                                                | India                | Bimal Hasmukh Patel                                                       | V Plaza del Registán Samarcanda ( Uzbekistán)                          |
|        | 1993-1995 | Restauración de la ciudad vieja de Bujará                                | Bujará                                                                                   | Uzbekistán           |                                                                           | VI Palacio Real Surakarta ( Indonesia)                                 |
|        | 1993-1995 | Conservación de la ciudad vieja de Saná                                  | Saná                                                                                     | Yemen                |                                                                           | VI Palacio Real Surakarta ( Indonesia)                                 |
| —      | 1993-1995 | Reconstrucción del barrio Hafsia I                                       | Túnez                                                                                    | Túnez                |                                                                           | VI Palacio Real Surakarta ( Indonesia)                                 |
| —      | 1993-1995 | Esquema de desarrollo social Khuda-ki-Basti                              | Hyderabad                                                                                | Pakistán             |                                                                           | VI Palacio Real Surakarta ( Indonesia)                                 |
| —      | 1993-1995 | Edificación comunitaria Aranya                                           | Indore                                                                                   | India                | B.V. Doshi                                                                | VI Palacio Real Surakarta ( Indonesia)                                 |
|        | 1993-1995 | Mezquita Central y replanificación del casco antiguo                     | Riad                                                                                     | Arabia Saudita       | Rasem Badran                                                              | VI Palacio Real Surakarta ( Indonesia)                                 |
|        | 1993-1995 | Menara Mesiniaga                                                         | Subang Jaya                                                                              | Malasia              | Ken Yeang                                                                 | VI Palacio Real Surakarta ( Indonesia)                                 |
|        | 1993-1995 | Kaédi Regional Hospital                                                  | Kaedi                                                                                    | Mauritania           | Fabrizio Carola de ADAUA                                                  | VI Palacio Real Surakarta ( Indonesia)                                 |
| —      | 1993-1995 | Mezquita de la Gran Asamblea Nacional                                    | Ankara                                                                                   | Turquía              |                                                                           | VI Palacio Real Surakarta ( Indonesia)                                 |
| —      | 1993-1995 | Alianza Franco-Senegalesa                                                | Kaolack                                                                                  | Senegal              |                                                                           | VI Palacio Real Surakarta ( Indonesia)                                 |
|        | 1993-1995 | Programa de reforestación de la Universidad Técnica de Oriente Medio     | Ankara                                                                                   | Turquía              |                                                                           | VI Palacio Real Surakarta ( Indonesia)                                 |
|        | 1993-1995 | Integración paisajística del Aeropuerto Internacional Soekarno-Hatta     | Tangerang                                                                                | Indonesia            | Paul Andreu                                                               | VI Palacio Real Surakarta ( Indonesia)                                 |
|        | 1996-1998 | Rehabilitación de la ciudad vieja de Hebrón                              | Hebrón                                                                                   | Israel               |                                                                           | VII · Alhambra · Granada · ( España)                                   |
| —      | 1996-1998 | Programa social urbano Slum Networking                                   | Indore                                                                                   | India                | Himanshu Parikh                                                           | VII · Alhambra · Granada · ( España)                                   |
| —      | 1996-1998 | Hospital de Leprosos                                                     | Chopda Taluka                                                                            | India                | Per Christian Brynildsen y Jan Olav Jensen                                | VII · Alhambra · Granada · ( España)                                   |
| —      | 1996-1998 | Residencia Salinger                                                      | Bangi (Selangor)                                                                         | Malasia              |                                                                           | VII · Alhambra · Granada · ( España)                                   |
|        | 1996-1998 | Palacio Tuwaiq                                                           | Riad                                                                                     | Arabia Saudita       | Frei Otto, Buro Happold y Omrania.                                        | VII · Alhambra · Granada · ( España)                                   |
|        | 1996-1998 | Consejo de artes Alhamra                                                 | Lahore                                                                                   | Pakistán             | Nayyar Ali Dada                                                           | VII · Alhambra · Granada · ( España)                                   |
|        | 1996-1998 | Vidhan Bhavan (Asamblea estatal)                                         | Bhopal                                                                                   | India                | Charles Correa                                                            | VII · Alhambra · Granada · ( España)                                   |
| —      | 1999-2001 | Proyecto "Nueva Vida para Viejas Estructuras"                            | Diversos lugares                                                                         | Irán                 |                                                                           | VIII Ciudadela Alepo ( Siria)                                          |
| —      | 1999-2001 | Proyecto rural Aït Iktel                                                 | Abadou                                                                                   | Marruecos            |                                                                           | VIII Ciudadela Alepo ( Siria)                                          |
| —      | 1999-2001 | Escuela Avícola Kahere Eila Poultry                                      | Koliagbe                                                                                 | Guinea               |                                                                           | VIII Ciudadela Alepo ( Siria)                                          |
|        | 1999-2001 | Museo Nubio                                                              | Asuán                                                                                    | Egipto               | Mahmoud El-Hakim                                                          | VIII Ciudadela Alepo ( Siria)                                          |
| —      | 1999-2001 | Aldeas Infantiles SOS                                                    | Aqaba                                                                                    | Jordania             | Ja'afar Tuqan                                                             | VIII Ciudadela Alepo ( Siria)                                          |
| —      | 1999-2001 | Centro Social Olbia de Akdeniz University                                | Antalya                                                                                  | Turquía              | Cengiz Bektaş                                                             | VIII Ciudadela Alepo ( Siria)                                          |
| —      | 1999-2001 | Bagh-e-Ferdowsi (Parque Ferdowsi)                                        | Teherán                                                                                  | Irán                 |                                                                           | VIII Ciudadela Alepo ( Siria)                                          |
| —      | 1999-2001 | Hotel Datai                                                              | Langkawi                                                                                 | Malasia              |                                                                           | VIII Ciudadela Alepo ( Siria)                                          |
|        | 2002-2004 | Bibliotheca Alexandrina                                                  | Aejandría                                                                                | Egipto               | Snøhetta (estudio noruego)                                                | IX Tumba de Humayun Nueva Delhi ( India                                |
|        | 2002-2004 | Escuela primaria                                                         | Gando                                                                                    | Burkina Faso         | Diébédo Francis Kéré                                                      | IX Tumba de Humayun Nueva Delhi ( India                                |
|        | 2002-2004 | Prototipos de Silos de sacos de arena para refugiados                    | Varios lugares por todo el mundo (Eco-Dome sandbag shelter under construction in Yibuti) | Varios               | Nader Khalili                                                             | IX Tumba de Humayun Nueva Delhi ( India                                |
| —      | 2002-2004 | Restauración de la mezquita Al-Abbas                                     | Asnaf                                                                                    | Yemen                |                                                                           | IX Tumba de Humayun Nueva Delhi ( India                                |
|        | 2002-2004 | Programa de rehabilitación de la ciudad vieja                            | Jerusalén                                                                                | Israel               |                                                                           | IX Tumba de Humayun Nueva Delhi ( India                                |
| —      | 2002-2004 | Casa B2                                                                  | Çanakkale                                                                                | Turquía              | Han Tümertekin                                                            | IX Tumba de Humayun Nueva Delhi ( India                                |
|        | 2002-2004 | Torres Petronas                                                          | Kuala Lumpur                                                                             | Malasia              | César Pelli                                                               | IX Tumba de Humayun Nueva Delhi ( India                                |
|        | 2005-2007 | Plaza Samir Qasir                                                        | Beirut                                                                                   | Líbano               |                                                                           | X Torres Petronas Kuala Lumpur ( Malasia)                              |
|        | 2005-2007 | Rehabilitación de la ciudad de Shibam                                    | Shibam                                                                                   | Yemen                |                                                                           | X Torres Petronas Kuala Lumpur ( Malasia)                              |
| —      | 2005-2007 | Mercado central                                                          | Koudougou                                                                                | Burkina Faso         |                                                                           | X Torres Petronas Kuala Lumpur ( Malasia)                              |
|        | 2005-2007 | Restauración de la Amiriya Madrasa                                       | Rada                                                                                     | Yemen                |                                                                           | X Torres Petronas Kuala Lumpur ( Malasia)                              |
| —      | 2005-2007 | Torre residencial Moulmein Rise                                          | Singapur                                                                                 | Singapur             | WOHA Architects                                                           | X Torres Petronas Kuala Lumpur ( Malasia)                              |
|        | 2005-2007 | Embajada Real de los Países Bajos                                        | Adís Abeba                                                                               | Etiopía              | Dick Van Gameren, Bjarne Mastenbroek                                      | X Torres Petronas Kuala Lumpur ( Malasia)                              |
|        | 2005-2007 | Escuela METI School en Rudrapur                                          | Dinajpur                                                                                 | Bangladés            | Anna Heringer                                                             | X Torres Petronas Kuala Lumpur ( Malasia)                              |
|        | 2005-2007 | Rehabilitación de la Ciudad Amurallada                                   | Nicosia                                                                                  | Chipre               |                                                                           | X Torres Petronas Kuala Lumpur ( Malasia)                              |
|        | 2005-2007 | Universidad de Tecnología Petronas                                       | Bandar Seri Iskandar                                                                     | Malasia              | Foster + Partners                                                         | X Torres Petronas Kuala Lumpur ( Malasia)                              |
|        | 2008-2010 | Proyecto Humedales del valle de Wadi Hanifa                              | Riad                                                                                     | Arabia Saudita       |                                                                           | XI Museo de Arte Islámico Doha ( Catar)                                |
|        | 2008-2010 | Rehabilitación del patrimonio arquitectónico del distrito de Bab El Bhar | Túnez                                                                                    | Túnez                | Jean Emile Resplandy                                                      | XI Museo de Arte Islámico Doha ( Catar)                                |
|        | 2008-2010 | Museo de Medina Azahara                                                  | Córdoba                                                                                  | España               | Nieto Sobejano Arquitectos                                                | XI Museo de Arte Islámico Doha ( Catar)                                |
| —      | 2008-2010 | Fábrica textil İpekyol                                                   | Edirne                                                                                   | Turquía              |                                                                           | XI Museo de Arte Islámico Doha ( Catar)                                |
| —      | 2008-2010 | "Escuela Puente"                                                         | Xiashi, Fujian                                                                           | China                |                                                                           | XI Museo de Arte Islámico Doha ( Catar)                                |
|        | 2011-2013 | Emergency Salam Centre for Cardiac Surgery,                              | Jartum                                                                                   | Sudán                | Studio Tamassociati                                                       | XII Castillo de San Jorge Lisboa ( Portugal)                           |
| —      | 2011-2013 | Revitalización del Centro histórico de Birzeit                           | Birzeit                                                                                  | Palestina            |                                                                           | XII Castillo de San Jorge Lisboa ( Portugal)                           |
| —      | 2011-2013 | Puente Hassan II (Rabat-Salé Infrastructure Project)                     | Rabat y Salé                                                                             | Marruecos            |                                                                           | XII Castillo de San Jorge Lisboa ( Portugal)                           |
|        | 2011-2013 | Rehabilitación del bazar de Tabriz                                       | Tabriz                                                                                   | Irán                 |                                                                           | XII Castillo de San Jorge Lisboa ( Portugal)                           |
|        | 2011-2013 | Cementerio islámico                                                      | Altach                                                                                   | Austria              | Bernardo Bader                                                            | XII Castillo de San Jorge Lisboa ( Portugal)                           |
|        | 2014-2016 | Bait Ur Rouf Mosque                                                      | Uttara, Dhaka                                                                            | Bangladés            | Marina Tabassum                                                           | XIII · Fuerte de Al Jahili · Al-Ain · ( EAU)                           |
|        | 2014-2016 | Friendship Centre                                                        | Gaibandha                                                                                | Bangladés            | Kashef Mahboob Chowdhury / URBANA                                         | XIII · Fuerte de Al Jahili · Al-Ain · ( EAU)                           |
| —      | 2014-2016 | Hutong Children's Library and Art Centre                                 | Beijing                                                                                  | China                | ZAO/standardarchitecture y Zhang Ke                                       | XIII · Fuerte de Al Jahili · Al-Ain · ( EAU)                           |
|        | 2014-2016 | Superkilen                                                               | Copenhague                                                                               | Dinamarca            | Bjarke Ingels Group, Topotek 1 y Superflex                                | XIII · Fuerte de Al Jahili · Al-Ain · ( EAU)                           |
|        | 2014-2016 | Puente peatonal Tabiat                                                   | Teherán                                                                                  | Irán                 | Diba Tensile Architecture / Leila Araghian y Alireza Behzadi              | XIII · Fuerte de Al Jahili · Al-Ain · ( EAU)                           |
| —      | 2014-2016 | Issam Fares Institute                                                    | Beirut                                                                                   | Líbano               | Zaha Hadid Architects                                                     | XIII · Fuerte de Al Jahili · Al-Ain · ( EAU)                           |
| —      | 2017-2019 | Revitalización de Muharraq                                               | Muharraq                                                                                 | Bahamas              |                                                                           | XIV · Teatro Académico de Ópera y Ballet Musa Cälil · Kazán · ( Rusia) |
|        | 2017-2019 | Arcadia Education Project                                                | South Kanarchor                                                                          | Bangladés            |                                                                           | XIV · Teatro Académico de Ópera y Ballet Musa Cälil · Kazán · ( Rusia) |
|        | 2017-2019 | Museo de Palestina                                                       | Birzeit                                                                                  | Palestina            | Heneghan Peng                                                             | XIV · Teatro Académico de Ópera y Ballet Musa Cälil · Kazán · ( Rusia) |
| —      | 2017-2019 | Public Spaces Development Programme                                      | Kazán, República de Tartaristan                                                          | Rusia                |                                                                           | XIV · Teatro Académico de Ópera y Ballet Musa Cälil · Kazán · ( Rusia) |
| —      | 2017-2019 | Alioune Diop University Teaching and Research Unit                       | Bambey                                                                                   | Senegal              | IDOM                                                                      | XIV · Teatro Académico de Ópera y Ballet Musa Cälil · Kazán · ( Rusia) |
|        | 2017-2019 | Wasit Wetland Centre                                                     | Sharjah                                                                                  | EAU                  |                                                                           | XIV · Teatro Académico de Ópera y Ballet Musa Cälil · Kazán · ( Rusia) |
| —      | 2020-2022 | Urban River Spaces                                                       | Jhenaidah                                                                                | Bangladés            |                                                                           | XV Ópera Real de Mascate Mascate ( Omán)                               |
| —      | 2020-2022 | Community Spaces in Rohingya Refugee Response in Cox’s Bazar             |                                                                                          | Bangladés            |                                                                           | XV Ópera Real de Mascate Mascate ( Omán)                               |
|        | 2020-2022 | Banyuwangi International Airport                                         | Blimbingsari en Java Oriental                                                            | Indonesia            |                                                                           | XV Ópera Real de Mascate Mascate ( Omán)                               |
|        | 2020-2022 | Argo Contemporary Art Museum y Centro Cultural en Teherán                | Teherán                                                                                  | Irán                 |                                                                           | XV Ópera Real de Mascate Mascate ( Omán)                               |
| —      | 2020-2022 | Renovación de la Casa de Invitados Niemeyer                              | Trípoli                                                                                  | Líbano               |                                                                           | XV Ópera Real de Mascate Mascate ( Omán)                               |
| —      | 2020-2022 | Escuela Secundaria Kamanar                                               | Thionck Essyl                                                                            | Senegal              |                                                                           | XV Ópera Real de Mascate Mascate ( Omán)                               |